# Río Yí
Der Río Yí ist ein Fluss im Zentrum Uruguays.
Der linksseitige Nebenfluss des Río  Negro entspringt im Süden der Stadt Cerro Chato in der Cuchilla Grande. Der Río Yí durchquert das Land überwiegend von Osten nach Westen. Dabei führt er an den Städten Sarandí del Yí und Durazno vorbei und bildet ab dem Hinzustoßen seines linksseitigen Nebenflusses Arroyo Maciel die Grenze der Departamentos Flores und Durazno. Er mündet in den Río Negro.
Das Einzugsgebiet des Río Yí umfasst 12.600 km².

## Einzelnachweise

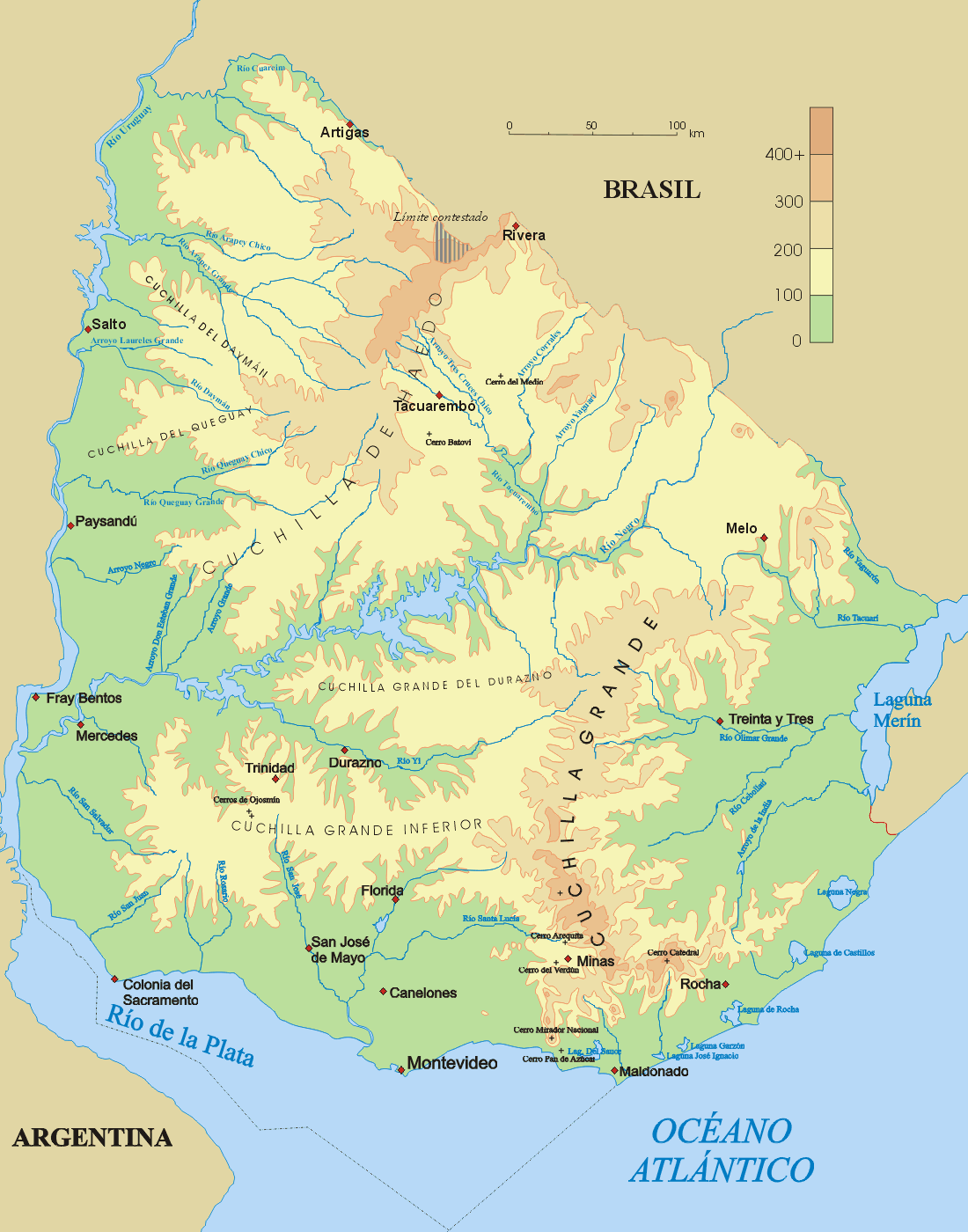
Karte mit Verlauf des Flusses